# Josep de Lanuza Montbuí-Vilarig i de Rocabertí-Pau
Josep de Lanuza Montbuí-Vilarig i de Rocabertí-Pau fou virrei de Mallorca entre els anys 1657 i 1663. Tercer comte de Plasència, vescomte de Rueda i Perellós, baró de Montbui i Llers, el noble català tingué quatre fills: Joan de Lanuza i d'Oms, militar i polític; Bonaventura de Lanuza i Oms; canonge de la catedral de Tarragona; Maria, aristòcrata i Gertrudis, monja.